# 잭 스타인버거

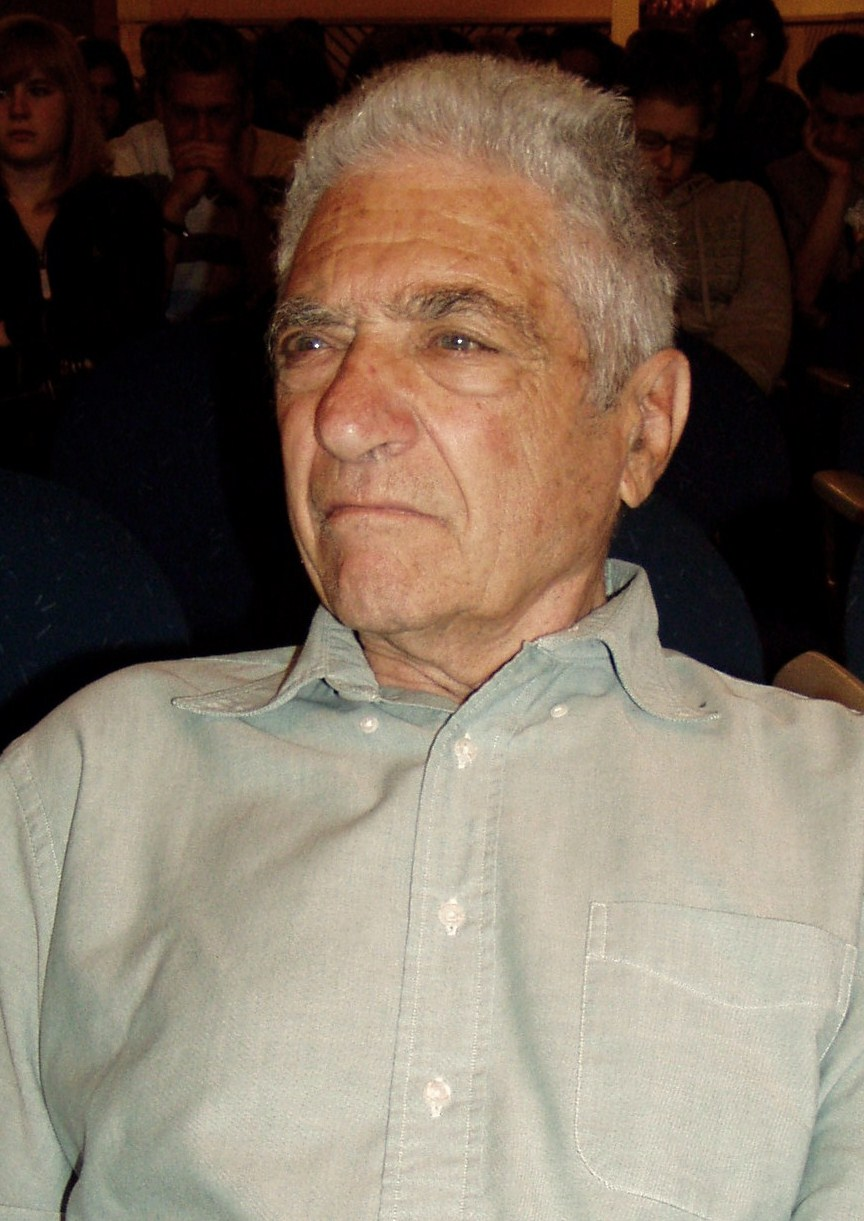
잭 스타인버거

한스 야코프 "잭" 스타인버거(Hans Jakob "Jack" Steinberger, 1921년 5월 25일 ~ 2020년 12월 12일)는 스위스의 물리학자이다. 그는 리언 레더먼, 멜빈 슈워츠와 함께 뮤온 중성미자를 공동으로 발견하였으며, 이에 대한 공로로 1988년 노벨 물리학상을 받았다.

## 생애
스타인버거는 1921년 독일 바이에른주의 바트 키싱엔이라는 도시에서 태어났다.
개방된 반유대주의와 더불어 독일 나치당이 부상하면서 성가대장이자 종교 스승이었던 그의 부모 베르타와 루드위그 스타인버거는 그를 독일 밖으로 서둘러 내보냈다.
13살에 미국으로 이주하여 시카고에서 살았다. 그는 위네토카에 위치한 뉴테리어 타운쉽 고등학교를 1938년 졸업한 뒤 1942년 시카고 대학교에서 화학 학위를 받았다. 2차 세계 대전 이후 같은 대학교에서 물리 학위를 받았다. 1968년 CERN 연구장이 되었고, 1986년 은퇴하였다.
2020년 12월 12일에 제네바에서 숙환으로 별세하였다.